# Devolutionsantrag
Der Devolutionsantrag ist eine in § 73 des österreichischen Allgemeinen Verwaltungsverfahrensgesetzes normierte Möglichkeit, bei Verletzung der Entscheidungspflicht einer Behörde in einem Verfahren, in dem gegen den erlassenen Bescheid das Rechtsmittel der Berufung erhoben werden kann (administrativer Instanzenzug), den Übergang der Zuständigkeit auf die Berufungsbehörde zu verlangen. Seit Inkrafttreten der Verwaltungsgerichtsbarkeits-Novelle 2012 gibt es den administrativen Instanzenzug nur mehr in Angelegenheiten des eigenen Wirkungsbereichs der Gemeinde.
In anderen Verwaltungsverfahren und bei einer Verletzung der Entscheidungspflicht durch das in zweiter Instanz zuständige Gemeindeorgan ist das Rechtsmittel der Säumnisbeschwerde an ein Verwaltungsgericht zulässig.
Verletzt ein Verwaltungsgericht die Entscheidungspflicht, ist ein Fristsetzungsantrag beim Verwaltungsgerichtshof (VwGH) zulässig.